# Tutela (diosa)

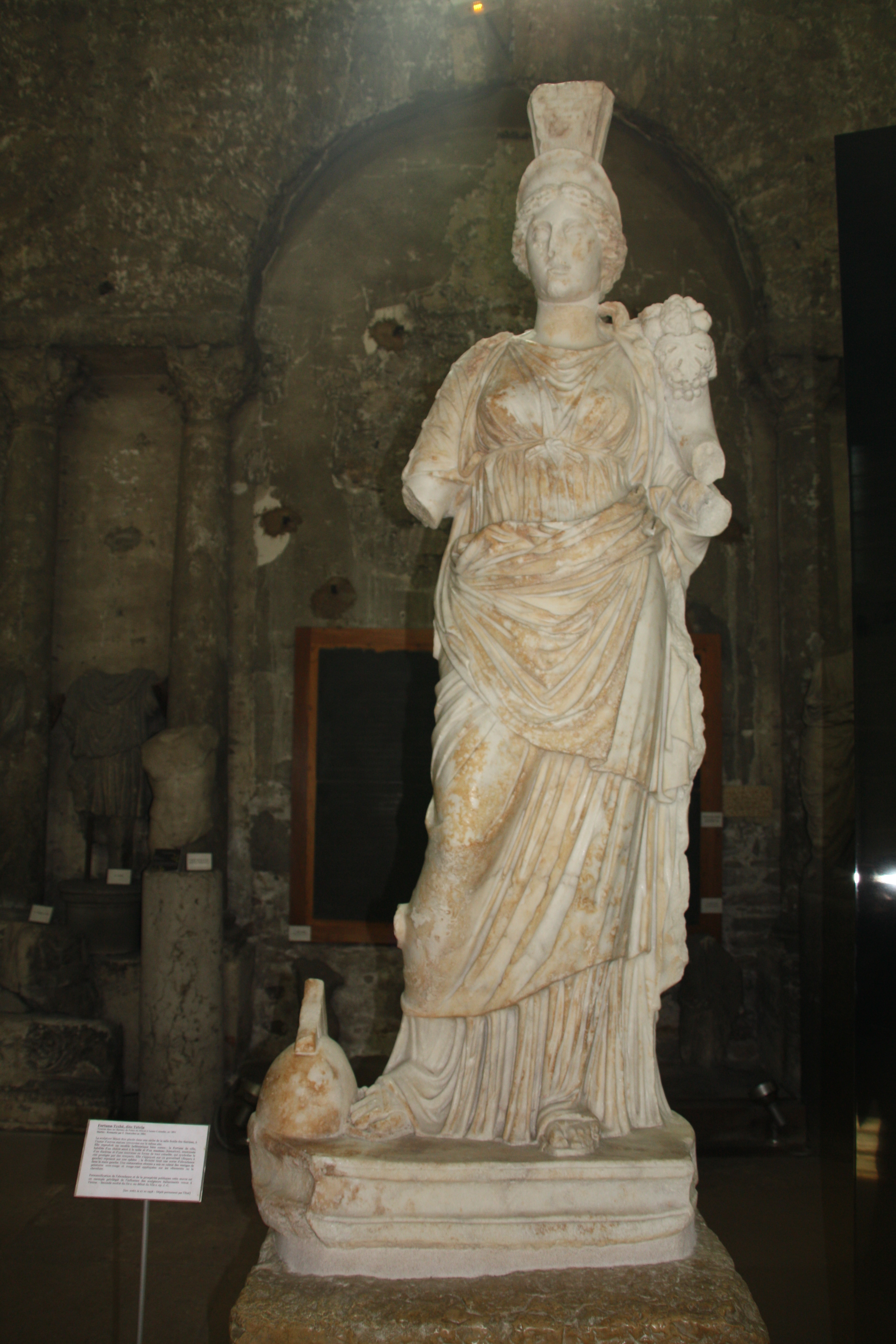
Estatua galorromana de Tutela, con atributos de Fortuna, del museo arqueológico de la iglesia Saint-Pierre de Vienne (Isère, Francia)

La diosa Tutela es una divinidad romana protectora de lugares (hogares, ciudades, naves, etc.) o de personas. La diosa Tutela suele estar vinculada en Hispania a entidades locales, a la urbanización y municipalización de las provincias occidentales del Imperio romano). El culto de Tutela, y de los genios, fue muy frecuente en Hispania. Se considera que el nombre de esta diosa está en el origen de los varios topónimos Tudela que hay en España.
El nombre de la diosa Tutela / Tetelina / Tutulina es epónimo de la institución jurídica de la tutela.
La diosa Tutela es también una divinidad romana invocada como protectora de las tripulaciones durante la navegación. La estatua de la diosa Tutela ocupaba un puesto de honor sobre la proa de la nave.